# Burgstall Hausberg

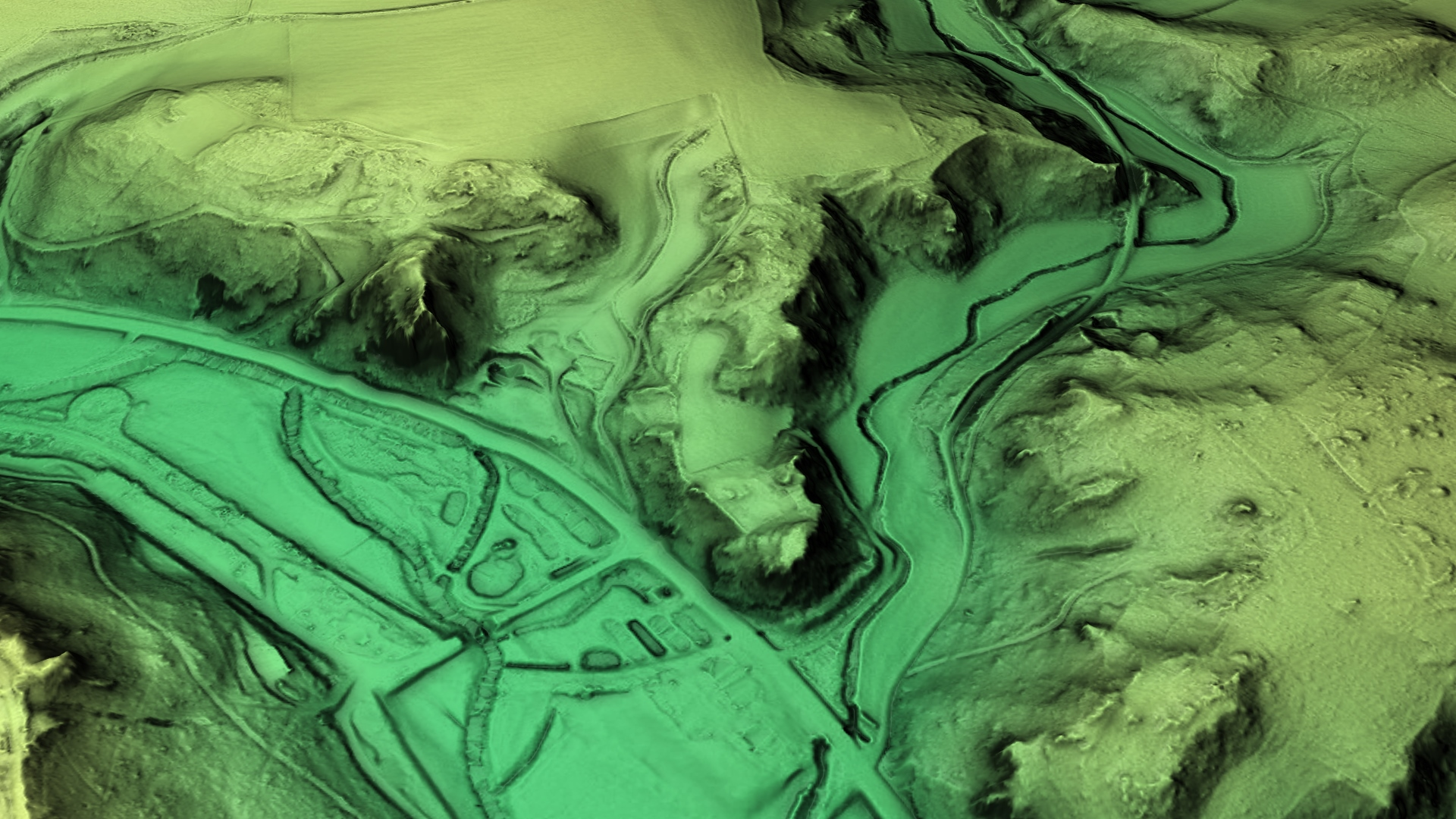
3D-Ansicht des digitalen Geländemodells

Der Burgstall Hausberg bezeichnet eine abgegangene Höhenburganlage in dem Ortsteil Lauterach des Oberpfälzer Marktes Kastl im Landkreis Amberg-Sulzbach von Bayern. Die Anlage liegt 2050 m ostsüdöstlich von Kastl und 150 m nordwestlich von Lauterbach in der Flur Rötelberg. Die Anlage wird als Bodendenkmal unter der Aktennummer D-3-6636-0014 im Bayernatlas als „mittelalterlicher Burgstall“ geführt.

## Beschreibung

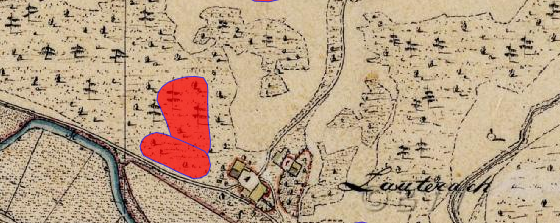
Lageplan des Burgstalls Hausberg auf dem Urkataster von Bayern

Auf dem nördlichen Ufer der Lauterach liegt ein Bergsporn, der in steilen Felswänden endet. Dieser wird durch einen Abschnittswall von der Hochfläche abgetrennt. Der Wall ist mitsamt den abfallenden Enden nur 17 m lang, seine Höhe beträgt im Mittel 2 m. Von diesen Gegebenheiten wäre die Anlage eher als Abschnittsbefestigung und nicht als Burgstall anzusprechen.